# أنطونيو فاسكيز روميرو
أنطونيو فاسكيز روميرو (بالإسبانية: Antonio Vázquez Romero)‏ هو رائد أعمال إسباني، ولد في 23 نوفمبر 1951 في قرطبة في إسبانيا.